# Tuuksa
Tuuksa (ros. Туукса, krl. Tuuksi) – przystanek kolejowy w miejscowości Tuksa, w rejonie ołonieckim, w Karelii, w Rosji. Położony jest na linii Janisjarwi – Łodiejnoje Pole.
Dawniej stacja kolejowa, zlokalizowana ok. 600 m na zachód (w stronę Janisjarwi) od współczesnego przystanku.